# Merochlora eutraphes
Merochlora eutraphes là một loài bướm đêm trong họ Geometridae.